# Шатійон (Фрібур)
Шатійон (фр. Châtillon) — громада  в Швейцарії в кантоні Фрібур, округ Бруа.

## Географія
Громада розташована на відстані близько 50 км на захід від Берна, 25 км на захід від Фрібура.
Шатійон має площу 1,3 км², з яких на 16,8% дозволяється будівництво (житлове та будівництво доріг), 55% використовуються в сільськогосподарських цілях, 28,2% зайнято лісами, 0% не є продуктивними (річки, льодовики або гори).

## Демографія
2019 року в громаді мешкало 484 особи (+38,3% порівняно з 2010 роком), іноземців було 5,4%. Густота населення становила 372 осіб/км².
За віковим діапазоном населення розподілялося таким чином: 22,5% — особи молодші 20 років, 59,9% — особи у віці 20—64 років, 17,6% — особи у віці 65 років та старші. Було 198 помешкань (у середньому 2,4 особи в помешканні).
Із загальної кількості 44 працюючих 7 було зайнятих в первинному секторі, 8 — в обробній промисловості, 29 — в галузі послуг.